# Бахтіяр Вагабзаде
Бахтіяр Махмуд огли Вагабзаде (азерб. Bəxtiyar Mahmud oğlu Vahabzadə; 16 серпня 1925  — 13 лютого 2009) — народний поет Азербайджану (1984), член Національної академії наук Азербайджану.

## Біографія
Народився 16 серпня 1925 року в місті Шекі, в Азербайджані. Його твори — ліричні вірші, драми і публікації — переведені на багато мов світу. Творчий шлях поета почався з часів Другої світової війни. У 1945 році він став членом Спілки письменників Азербайджану і, поруч з творчістю, більше 40 років викладав в Бакинському державному університеті.
У 1980 році став член-кореспондентом Академії наук Азербайджану. У 60-і роки XX століття азербайджанська література змогла віддалитися від комуністичної ідеології, і в творах літературних діячів став проявлятися національний дух, хоча все ж ці твори були далекі від політики. І тільки поет Бахтіяр Вагабзаде зміг випустити дисидентський твір, що відбивав долю азербайджанського народу, землі якого були розділені між Росією і Іраном на початку XIX ст. на Північний і Південний Азербайджан — поему «Гюлюстан». За цю поему Б. Вагабзаде зазнав переслідувань з боку радянської влади.
Понад 70 віршованих збірок і 20 поем, 2 монографії, 11 наукових робіт і сотні статей принесли народному поетові шану і повагу. Автор книг «Світло в глибокі шари», «Художник і час», «Велич в простоті», «Час і я», «Тепло рідного вогнища» тощо. На його твори ставилися вистави в театрах, знімалися фільми. П'ять разів він обирався депутатом до Верховної ради народних депутатів республіки, а потім був депутатом Міллі Меджлісу (1995—2000).
Вперше написав кандидатську і докторську дисертації, присвячені творчому шляху С. Вургуна. На цю тему видав різні монографії. У цих роботах на основі наукових фактів розкрита зв'язок сучасної літератури з традиціями класичної азербайджанської літератури, новизна, внесена Самедом Вургуном на розвиток літератури в Азербайджані. Один з авторів двотомника «Історія Азербайджанської літератури».
З 1950 року до 1990 року працював педагогом, доцентом і професором в Бакинському державному університеті (БДУ).
Бахтіяр Вагабзаде — доктор філологічних наук, професор, дійсний член АН Азербайджану, народний поет Азербайджану, лауреат Державної премії СРСР, нагороджений високою державною нагородою — орденом «Незалежності».
Відомий поет помер 13 лютого 2009 року в Баку і був похований 14 лютого на Алеї почесного поховання. На церемонію прощання прийшли Президент Азербайджану Ільхам Алієв, прем'єр-міністр Азербайджану Артур Расізаде, депутат Міллі Меджлісу, відома письменниця Ельміра Ахундова, народна артистка СРСР Зейнаб Ханларова, посол Туреччини в Азербайджані Хулуси Килидж і інші.
Прем'єр-міністр Туреччини Реджеп Таїп Ердоган також висловив жаль з приводу кончини Бахтіяра Вагабзаде і заявив, що його смерть — велика втрата для всього тюркського народу і його літератури.
У Баку в 2011 році ім'ям Бахтіяра Вагабзаде була названа вулиця (колишня Ф.Агаєва) близько БГУ.

## Творчість
Автор збірок віршів і поем:
- «Роздуми» (1959), «Висота»
- «Відчуваю обертання землі» (1964)
- «Не хочу спокою» (1970)
- «Мугам» (1982)
- «Ми на одному кораблі» (1983, Державна премія СРСР в 1984)